# إدوارد ر. برادلي
إدوارد ر. برادلي (بالإنجليزية: Edward R. Bradley)‏ هو شخصية أعمال أمريكي، ولد في 12 ديسمبر 1859 في جونستاون في الولايات المتحدة، وتوفي في 15 أغسطس 1946 في ليكسينغتون في الولايات المتحدة.

## وصلات خارجية
- إدوارد ر. برادلي على موقع الموسوعة البريطانية (الإنجليزية)